# 자네르 에르킨
자네르 에르킨(튀르키예어: Caner Erkin, 1988년 10월 4일~)은 튀르키예의 축구 선수다. 현재 쉬페르리그의 이스탄불 바샥셰히르와 터키 축구 국가대표팀에서 뛰고 있다.